# Konsulent
Konsulent (Austria), w pełnym brzmieniu: konsulent naukowy rządu kraju związkowego (niem. Wissenschaftlicher Konsulent der Landesregierung) – tytuł zawodowy, używany w niektórych landach Austrii i odpowiadający tam prestiżem tytułowi profesora, z tym, że profesor jest tytułem nadawanym przez prezydenta całego kraju i obowiązuje w całej Austrii, podczas gdy konsulent jest tytułem nadawanym przez władze kraju związkowego i obowiązuje tylko w danym landzie.
Ponadto osoba otrzymująca tytuł konsulenta musi być wprawdzie dla danego landu w jakiś sposób zasłużona, ale niekoniecznie są to zasługi naukowe (pomimo przymiotnika naukowy w pełnym brzmieniu tytułu), np. Ladislaus Heller otrzymał je w latach 20. XX w. za praktyczną działalność inżynieryjną, inni dostawali je za pracę artystyczną na terenie danego landu itp.